# Klubi Sportiv Flamurtari Vlorë
El Klubi Sportiv Flamurtari Vlorë és un club de futbol albanès de la ciutat de Vlorë.

## Història
Evolució del nom:
- 1923: SK Jeronim Vlorë
- 1935: KS Ismail Qemali Vlorë
- 1945: KS Flamurtari Vlorë
- 1950: Puna Vlorë
- 1956: KS Flamurtari Vlorë

## Palmarès
- Lliga albanesa de futbol: 1
  - 1991
- Copa albanesa de futbol: 3
  - 1985, 1988, 2009, 2014
- Supercopa albanesa de futbol: 2
  - 1990, 1991
- Copa Spartak: 1
  - 1954

## Entrenadors destacats
- Bejkush Birçe
- Leonidha Çurri
- Skënder Ibrahimi
- Edmond Liçaj

## Futbolistes destacats
- Nima Nakisa
- Sokol Kushta
- Vasil Ruci
- Mexhit Haxhiu
- Eqerem Memushi
- Rrapo Taho
- Kreshnik Çipi
- Latif Gjondeda
- Nesti Arapi
- Leonidha Çurri
- Petro Ruci
- Skënder Ibrahimi
- Nako Saraçi
- Luan Birçe
- Roland Iljadhi
- Alfred Ferko
- Alfred Zijai
- Viktor Daullja
- Gjergj Dëma
- Edmond Liçaj
- Spiro Çurri
- Agim Bubeqi
- Ervin Skela
- Geri Çipi